# Temporada 2009 del Campeonato Mundial de Turismos

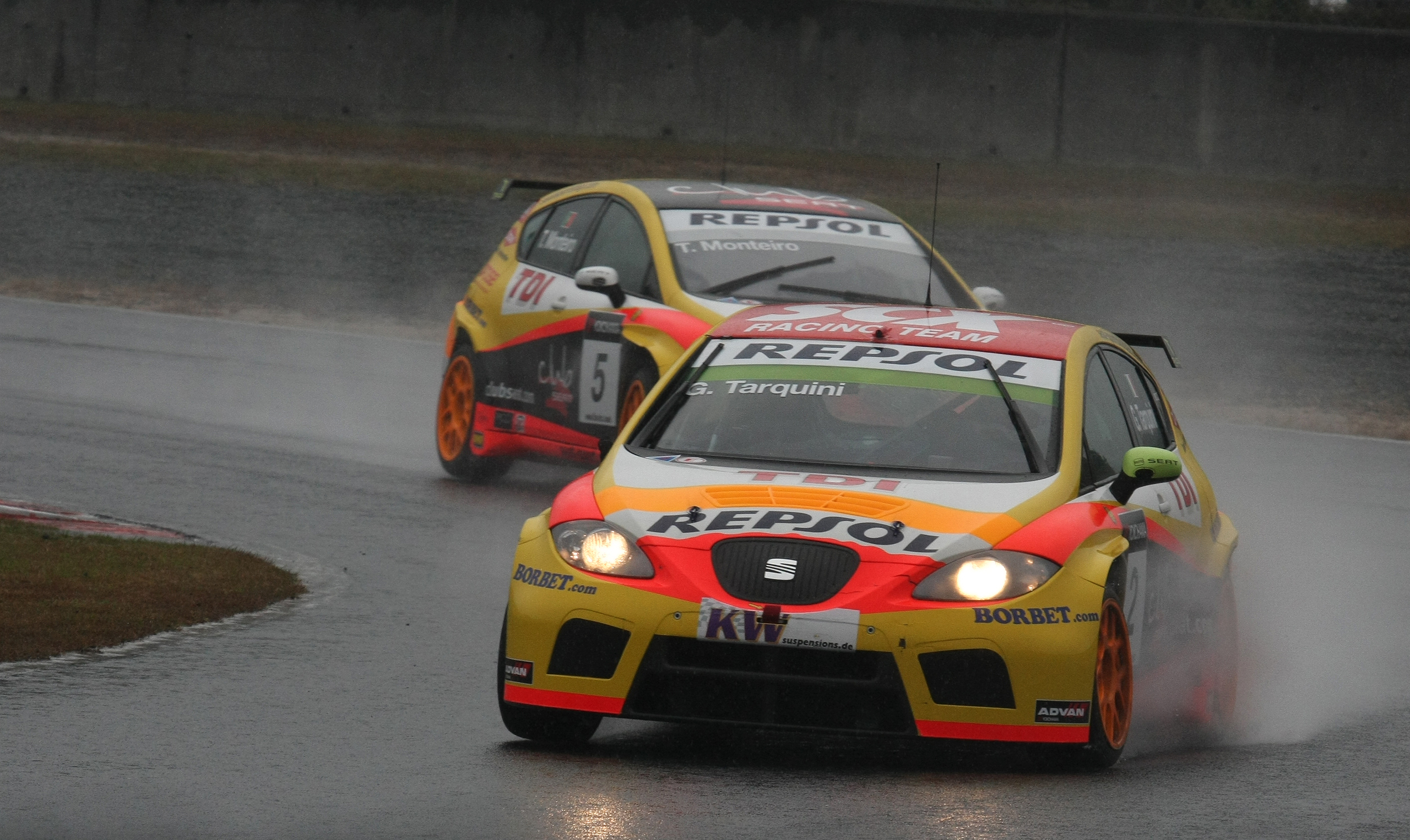
Gabriele Tarquini ganó el Campeonato de Pilotos y SEAT el Campeonato de Fabricantes.

La Temporada 2009 del Campeonato Mundial de Turismos fue la sexta de dicho campeonato, quinta luego de su reaparición en 2005. Empezó el 8 de marzo y acabó el 22 de noviembre, después de que veinticuatro carreras divididas en 12 circuitos. El campeonato fue disputado por coches Super 2000 y Diésel 2000, y comprendió dos títulosː el Campeonato Mundial de Pilotos de Turismos y el Campeonato Mundial de Fabricantes de Turismos.
El italiano Gabriele Tarquini ganó el Campeonato de Pilotos por cuatro puntos sobre su compañero Yvan Muller, y a catorce de Augusto Farfus, que terminó 3°. El Campeonato de Fabricantes se lo llevó SEAT tras vencer a BMW por solo tres puntos. El neerlandés Tom Romeo Coronel ganó el Trofeo Yokohama de Independientes.

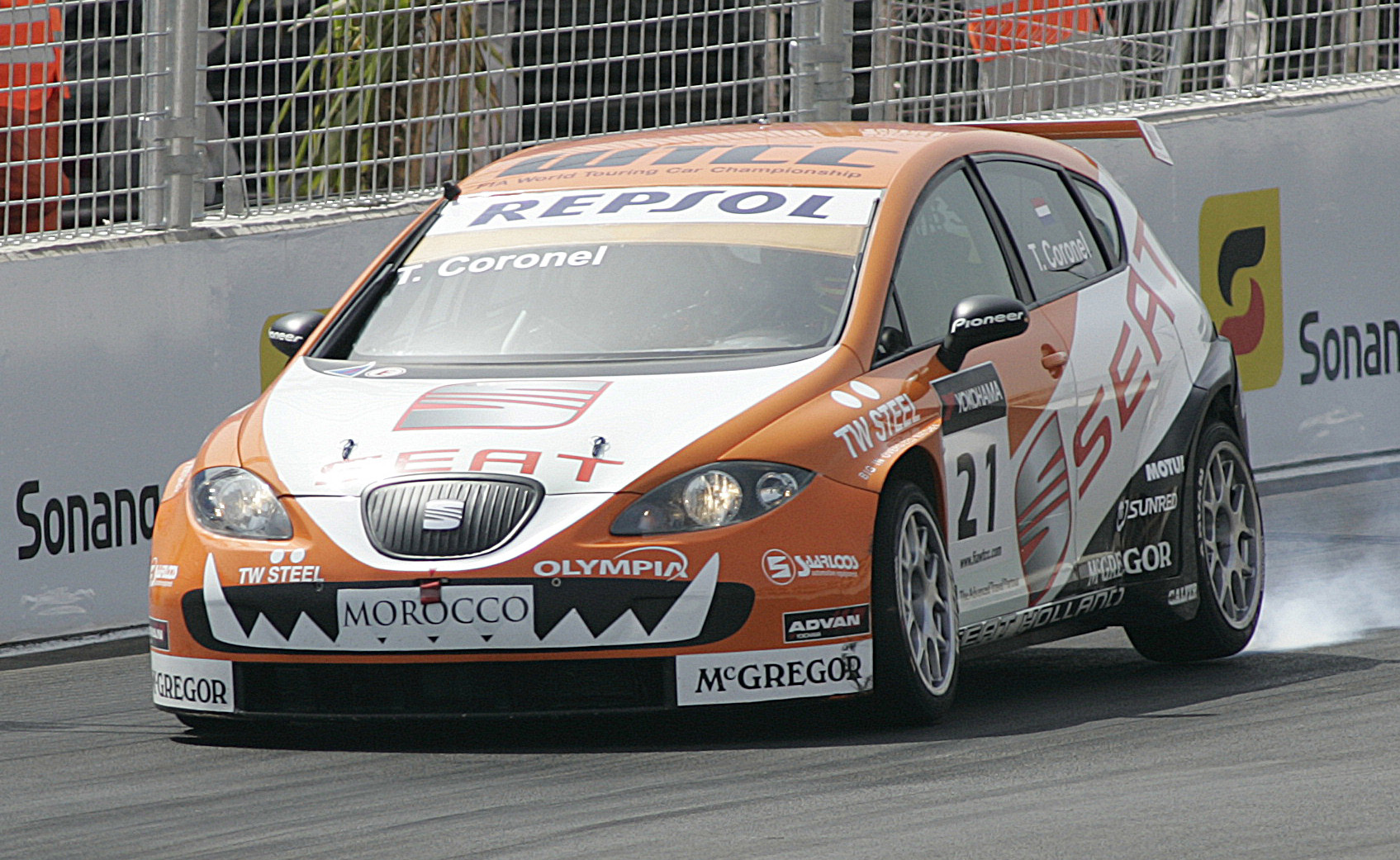
Tom Coronel, ganador del Trofeo Yokohama con SUNRED.

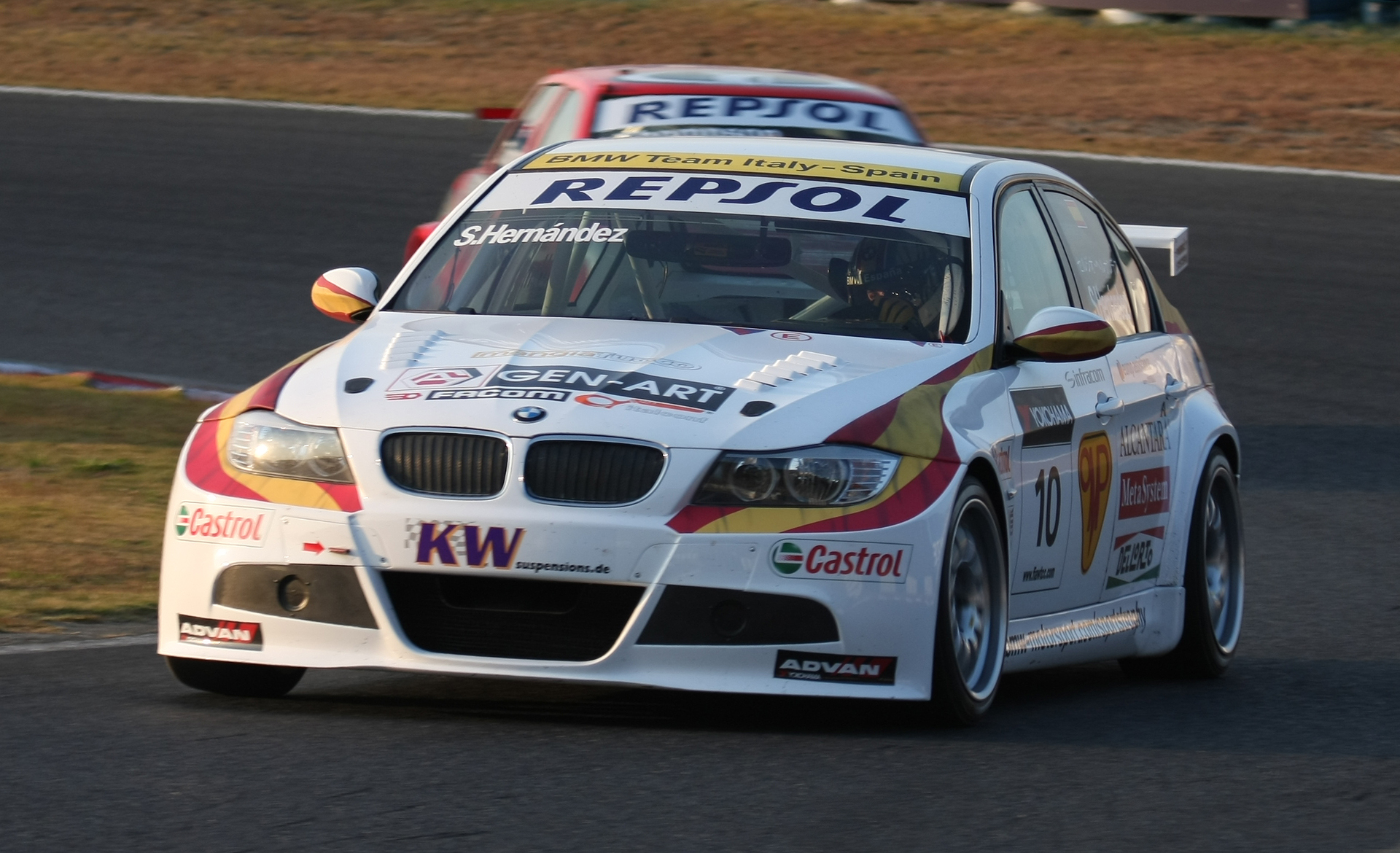
Sergio Hernández, con BMW.

## Equipos y conductores

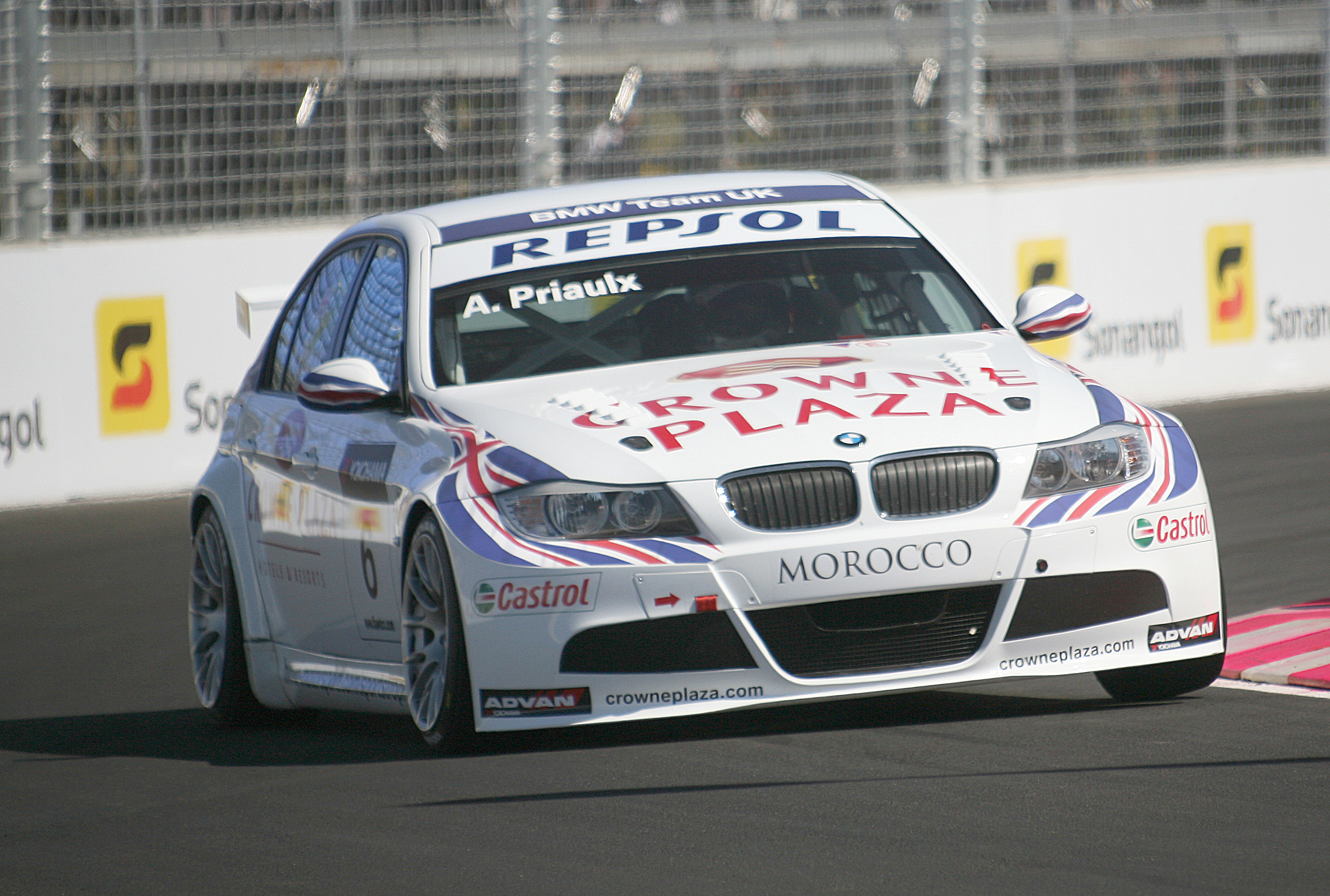
Andy Priaulx en un 320si del BMW Team UK.

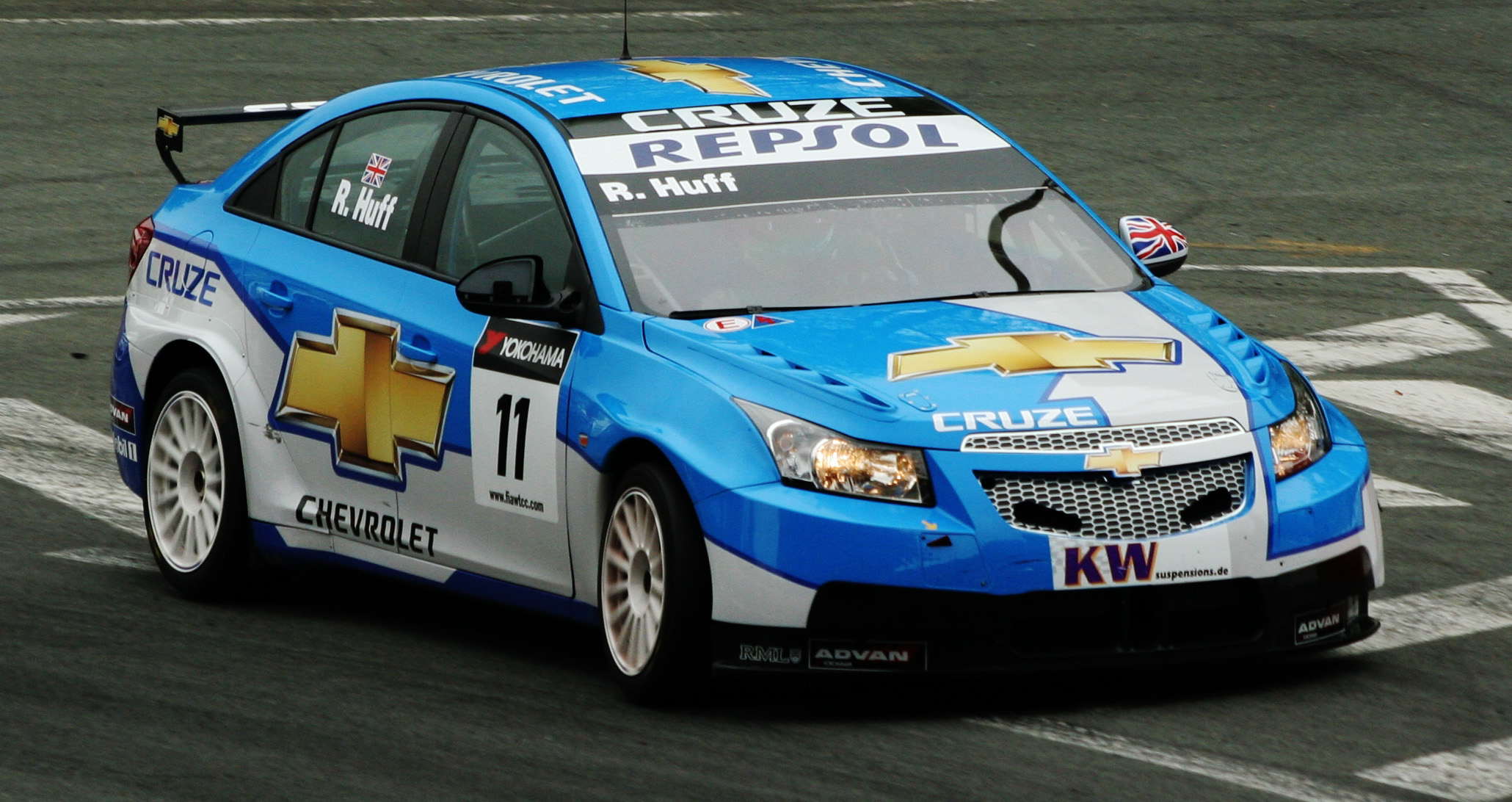
Robert Huff disputó su quinta temporada con RLM.

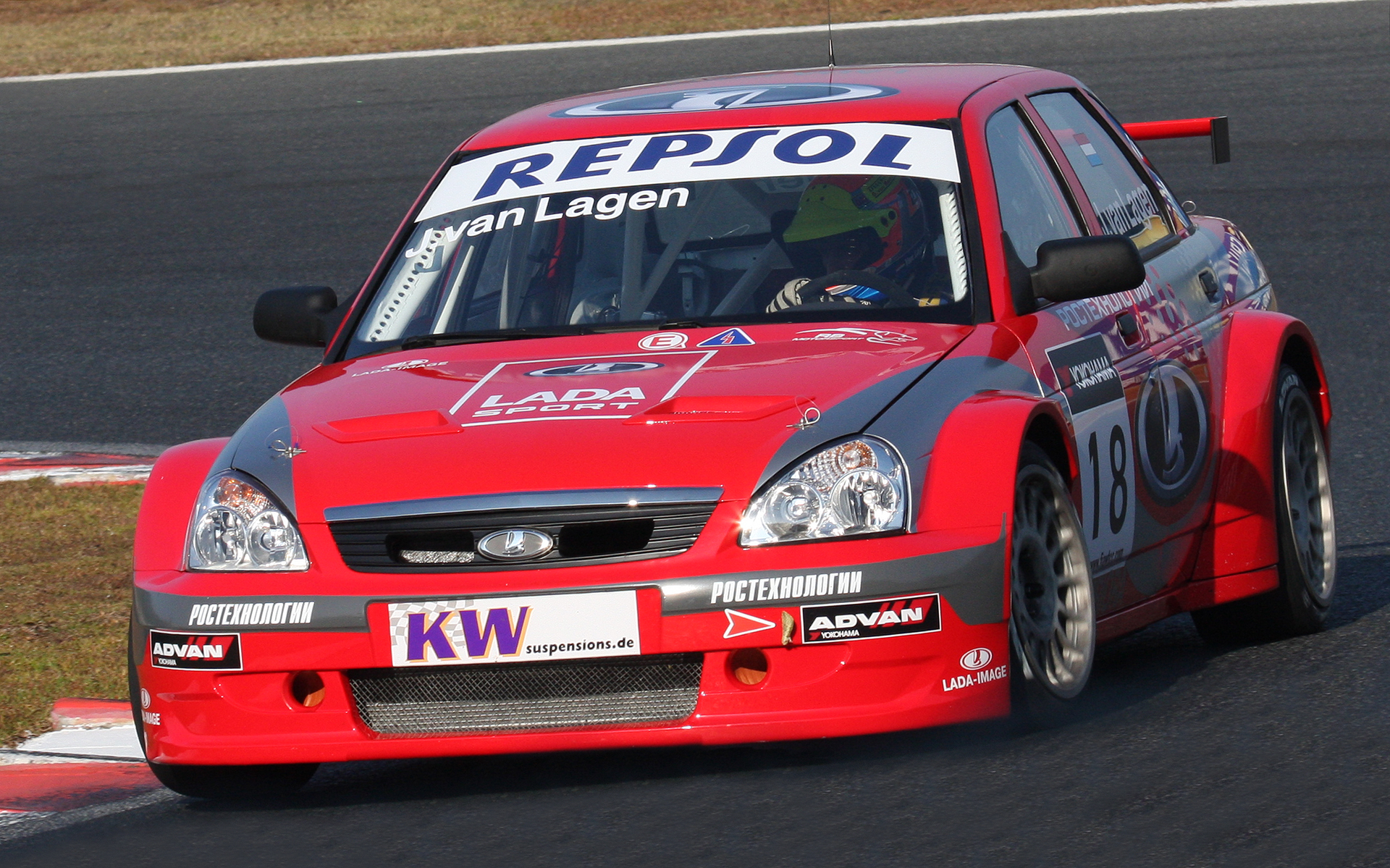
Jaap van Lagen con un Lada Priora del LADA Sport.

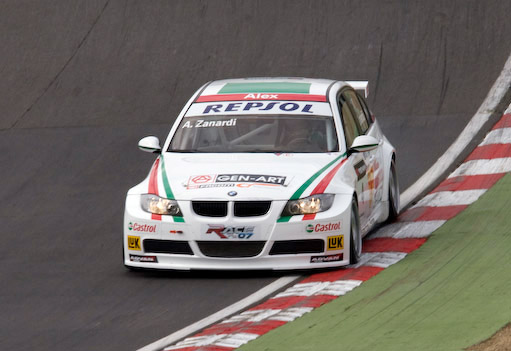
Alex Zanardi con un BMW del BMW Team Italy-Spain.

| Equipo                       | Coche              | N.º | Pilotos                     | Clase | Rondas     |
| ---------------------------- | ------------------ | --- | --------------------------- | ----- | ---------- |
| SEAT Sport                   | SEAT León 2.0 TDI  | 1   | Yvan Muller                 |       | Todas      |
| SEAT Sport                   | SEAT León 2.0 TDI  | 2   | Gabriele Tarquini           |       | Todas      |
| SEAT Sport                   | SEAT León 2.0 TDI  | 3   | Rickard Rydell              |       | Todas      |
| SEAT Sport                   | SEAT León 2.0 TDI  | 4   | Jordi Gené                  |       | Todas      |
| SEAT Sport                   | SEAT León 2.0 TDI  | 5   | Tiago Monteiro              |       | Todas      |
| BMW Team UK                  | BMW 320si          | 6   | Andy Priaulx                |       | Todas      |
| BMW Team Germany             | BMW 320si          | 7   | Jörg Müller                 |       | Todas      |
| BMW Team Germany             | BMW 320si          | 8   | Augusto Farfus              |       | Todas      |
| BMW Team Italy-Spain         | BMW 320si          | 9   | Alessandro Zanardi          |       | Todas      |
| BMW Team Italy-Spain         | BMW 320si          | 10  | Sergio Hernández            |       | Todas      |
| Chevrolet RML                | Chevrolet Cruze LT | 11  | Robert Huff                 |       | Todas      |
| Chevrolet RML                | Chevrolet Cruze LT | 12  | Alain Menu                  |       | Todas      |
| Chevrolet RML                | Chevrolet Cruze LT | 14  | Nicola Larini               |       | Todas      |
| LADA Sport                   | LADA 110 2.0[N 1]  | 18  | Jaap van Lagen              |       | Todas      |
| LADA Sport                   | LADA 110 2.0[N 1]  | 19  | Kirill Ladygin              |       | Todas      |
| LADA Sport                   | LADA 110 2.0[N 1]  | 20  | Viktor Shapovalov           |       | 1-6, 9     |
| LADA Sport                   | LADA Priora        | 36  | James Thompson              |       | 7-8, 10-12 |
| SUNRED Engineering           | SEAT León 2.0 TFSI | 21  | Tom Coronel                 | Y     | Todas      |
| SUNRED Engineering           | SEAT León 2.0 TFSI | 22  | Tom Boardman                | Y     | 1-2, 4-12  |
| SUNRED Engineering           | SEAT León 2.0 TFSI | 29  | Éric Cayrolle               | Y     | 4          |
| SUNRED Engineering           | SEAT León 2.0 TFSI | 32  | Tim Coronel                 | Y     | 6          |
| SUNRED Engineering           | SEAT León 2.0 TFSI | 35  | Diego Puyo                  | Y     | 7          |
| SUNRED Engineering           | SEAT León 2.0 TFSI | 37  | Norbert Michelisz           | Y     | 8          |
| SUNRED Engineering           | SEAT León 2.0 TFSI | 41  | Jean-Marie Clairet          | Y     | 9          |
| SUNRED Engineering           | SEAT León 2.0 TFSI | 45  | Andrea Larini               | Y     | 10         |
| SUNRED Engineering           | SEAT León 2.0 TFSI | 47  | João Paulo Lima de Oliveira | Y     | 11         |
| SUNRED Engineering           | SEAT León 2.0 TFSI | 66  | André Couto                 | Y     | 12         |
| Scuderia Proteam Motorsport  | BMW 320si          | 23  | Félix Porteiro              | Y     | Todas      |
| Scuderia Proteam Motorsport  | BMW 320si          | 24  | George Tanev                | Y     | 1-3        |
| Scuderia Proteam Motorsport  | BMW 320si          | 31  | Vito Postiglione            | Y     | 3, 5-6, 8  |
| Scuderia Proteam Motorsport  | BMW 320si          | 46  | Fabio Fabiani               | Y     | 10         |
| Scuderia Proteam Motorsport  | BMW 320si          | 49  | Nobuteru Taniguchi          | Y     | 11-12      |
| Liqui Moly Team Engstler     | BMW 320si          | 25  | Franz Engstler              | Y     | Todas      |
| Liqui Moly Team Engstler     | BMW 320si          | 26  | Kristian Poulsen            | Y     | Todas      |
| Liqui Moly Team Engstler     | BMW 320si          | 38  | Philip Geipel               | Y     | 8-9        |
| Liqui Moly Team Engstler     | BMW 320si          | 48  | Masaki Kano                 | Y     | 11         |
| Liqui Moly Team Engstler     | BMW 320si          | 51  | Henry Ho                    | Y     | 11-12      |
| Liqui Moly Team Engstler     | BMW 320si          | 53  | Alex Liu                    | Y     | 12         |
| Liqui Moly Team Engstler     | BMW 320si          | 55  | Joseph Rosa Merszei         | Y     | 12         |
| Wiechers-Sport               | BMW 320si          | 27  | Stefano D'Aste              | Y     | Todas      |
| Wiechers-Sport               | BMW 320si          | 33  | Laurent Cazenave            | Y     | 4          |
| Wiechers-Sport               | BMW 320si          | 50  | Seiji Ara                   | Y     | 11         |
| Wiechers-Sport               | BMW 320si          | 52  | Takayuki Aoki               | Y     | 12         |
| Čolak Racing Team Ingra      | SEAT León 2.0 TFSI | 28  | Marin Čolak                 | Y     | 1-6, 9-10  |
| Exagon Engineering           | SEAT León 2.0 TFSI | 30  | Mehdi Bennani               | Y     | 3-5, 7, 10 |
| Volvo Olsbergs Green Racing  | Volvo C30          | 39  | Robert Dahlgren             | *     | 8          |
| Volvo Olsbergs Green Racing  | Volvo C30          | 40  | Tommy Rustad                | *     | 8          |
| Perfection Racing            | Chevrolet Lacetti  | 42  | Michel Nykjær               | Y     | 9          |
| Team Bygma Jason Watt Racing | SEAT León 2.0 TFSI | 43  | Jason Watt                  | Y     | 9          |
| China Dragon Racing          | BMW 320si          | 67  | Lei Kit Meng                | Y     | 12         |

| Icono | Clase                             |
| ----- | --------------------------------- |
| Y     | Candidato para el Trofeo Yokohama |
| *     | No disputó puntos                 |

- [1]

## Calendario
El primer calendario provisional fue presentado en octubre del 2008.
El 5 de noviembre de 2008, la FIA presentó otro calendario provisional, anunciando que la fecha de la Alemania en Oschersleben se cambiaba del 30 de agosto a 6 de septiembre, y la fecha de la Carrera de Japón en Okayama del 25 de octubre al 1 de noviembre. La Carrera de Italia se planeó anteriormente para que se realizase en Monza pero se la transportó a Imola, al igual que la fecha del acontecimientoː del 4 de octubre al 20 de septiembre.
| Ronda | Ronda | Carrera                                | Circuito                            | Fecha            |
| ----- | ----- | -------------------------------------- | ----------------------------------- | ---------------- |
| 1     | C1    | HSBC Carrera de Brasil                 | Autódromo Internacional de Curitiba | 8 de marzo       |
| 1     | C2    | HSBC Carrera de Brasil                 | Autódromo Internacional de Curitiba | 8 de marzo       |
| 2     | C3    | HSBC Carrera de México                 | Autódromo Miguel E. Abed            | 22 de marzo      |
| 2     | C4    | HSBC Carrera de México                 | Autódromo Miguel E. Abed            | 22 de marzo      |
| 3     | C5    | Carrera de Marruecos                   | Circuito de Calle de la Marrakech   | 3 de mayo        |
| 3     | C6    | Carrera de Marruecos                   | Circuito de Calle de la Marrakech   | 3 de mayo        |
| 4     | C7    | Carrera de Francia                     | Circuito de Pau Ville               | 17 de mayo       |
| 4     | C8    | Carrera de Francia                     | Circuito de Pau Ville               | 17 de mayo       |
| 5     | C9    | Carrera de España                      | Circuito Ricardo Tormo              | 31 de mayo       |
| 5     | C10   | Carrera de España                      | Circuito Ricardo Tormo              | 31 de mayo       |
| 6     | C11   | Marriott Carrera de la República Checa | Masaryk Circuito                    | 21 de junio      |
| 6     | C12   | Marriott Carrera de la República Checa | Masaryk Circuito                    | 21 de junio      |
| 7     | C13   | Carrera de Portugal                    | Circuito da Boavista                | 5 de julio       |
| 7     | C14   | Carrera de Portugal                    | Circuito da Boavista                | 5 de julio       |
| 8     | C15   | Marriott Carrera de Reino Unido        | Escotilla de marcas                 | 19 de julio      |
| 8     | C16   | Marriott Carrera de Reino Unido        | Escotilla de marcas                 | 19 de julio      |
| 9     | C17   | Atari Carrera de Alemania              | Motorsport Arena Oschersleben       | 6 de septiembre  |
| 9     | C18   | Atari Carrera de Alemania              | Motorsport Arena Oschersleben       | 6 de septiembre  |
| 10    | C19   | Stihl Carrera de Italia                | Autodromo Enzo e Dino Ferrari       | 20 de septiembre |
| 10    | C20   | Stihl Carrera de Italia                | Autodromo Enzo e Dino Ferrari       | 20 de septiembre |
| 11    | C21   | Kenwood Carrera de Japón               | Okayama Circuito internacional      | 1 de noviembre   |
| 11    | C22   | Kenwood Carrera de Japón               | Okayama Circuito internacional      | 1 de noviembre   |
| 12    | C23   | Marriott Carrera de Macao              | Guia Circuito                       | 22 de noviembre  |
| 12    | C24   | Marriott Carrera de Macao              | Guia Circuito                       | 22 de noviembre  |

- [1][18]

## Resultados
Resultados completos de la temporada.

### Carreras
| N.º | Carrera                    | Pole Position     | Vuelta rápida     | Piloto ganador     | Equipo ganador       | Piloto ganador Independiente |
| --- | -------------------------- | ----------------- | ----------------- | ------------------ | -------------------- | ---------------------------- |
| 1   | Carrera de Brasil          | Yvan Muller       | Yvan Muller       | Yvan Muller        | SEAT Sport           | Félix Porteiro               |
| 2   | Carrera de Brasil          |                   | Alain Menu        | Gabriele Tarquini  | SEAT Sport           | Félix Porteiro               |
| 3   | Carrera de México          | Augusto Farfus    | Andy Priaulx      | Rickard Rydell     | SEAT Sport           | Félix Porteiro               |
| 4   | Carrera de México          |                   | Jörg Müller       | Yvan Muller        | SEAT Sport           | Félix Porteiro               |
| 5   | Carrera de Marruecos       | Robert Huff       | Robert Huff       | Robert Huff        | Chevrolet            | Mehdi Bennani                |
| 6   | Carrera de Marruecos       |                   | Alain Menu        | Nicola Larini      | Chevrolet            | Franz Engstler               |
| 7   | Carrera de Francia         | Augusto Farfus    | Sergio Hernández  | Robert Huff        | Chevrolet            | Franz Engstler               |
| 8   | Carrera de Francia         |                   | Jörg Müller       | Alain Menu         | Chevrolet            | Éric Cayrolle                |
| 9   | Carrera de España          | Gabriele Tarquini | Yvan Muller       | Yvan Muller        | SEAT Sport           | Tom Coronel                  |
| 10  | Carrera de España          |                   | Augusto Farfus    | Augusto Farfus     | BMW Team Germany     | Stefano D'Aste               |
| 11  | Carrera de República Checa | Augusto Farfus    | Andy Priaulx      | Alessandro Zanardi | BMW Team Italy-Spain | Félix Porteiro               |
| 12  | Carrera de República Checa |                   | Sergio Hernández  | Sergio Hernández   | BMW Team Italy-Spain | Félix Porteiro               |
| 13  | Carrera de Portugal        | Gabriele Tarquini | Gabriele Tarquini | Gabriele Tarquini  | SEAT Sport           | Stefano D'Aste               |
| 14  | Carrera de Portugal        |                   | Augusto Farfus    | Augusto Farfus     | BMW Team Germany     | Stefano D'Aste               |
| 15  | Carrera de Reino Unido     | Alain Menu        | Alain Menu        | Alain Menu         | Chevrolet            | Stefano D'Aste               |
| 16  | Carrera de Reino Unido     |                   | Jörg Müller       | Augusto Farfus     | BMW Team Germany     | Tom Boardman                 |
| 17  | Carrera de Alemania        | Gabriele Tarquini | Andy Priaulx      | Andy Priaulx       | BMW Team UK          | Tom Coronel                  |
| 18  | Carrera de Alemania        |                   | Andy Priaulx      | Augusto Farfus     | BMW Team Germany     | Tom Coronel                  |
| 19  | Carrera de Italia          | Gabriele Tarquini | Gabriele Tarquini | Gabriele Tarquini  | SEAT Sport           | Tom Coronel                  |
| 20  | Carrera de Italia          |                   | Rickard Rydell    | Yvan Muller        | SEAT Sport           | Stefano D'Aste               |
| 21  | Carrera de Japón           | Gabriele Tarquini | Rickard Rydell    | Andy Priaulx       | BMW Team UK          | Tom Coronel                  |
| 22  | Carrera de Japón           |                   | Robert Huff       | Augusto Farfus     | BMW Team Germany     | Stefano D'Aste               |
| 23  | Carrera de Macao           | Robert Huff       | Tiago Monteiro    | Robert Huff        | Chevrolet            | Tom Coronel                  |
| 24  | Carrera de Macao           |                   | Jörg Müller       | Augusto Farfus     | BMW Team Germany     | Félix Porteiro               |

### Campeonato

#### Campeonato de Pilotos
| Pos.                             | Piloto                 | Bandera de Brasil | Bandera de Brasil | Bandera de México | Bandera de México | Bandera de Marruecos | Bandera de Marruecos | Bandera de Francia | Bandera de Francia | Bandera de España | Bandera de España | Bandera de República Checa | Bandera de República Checa | Bandera de Portugal | Bandera de Portugal | Bandera del Reino Unido | Bandera del Reino Unido | Bandera de Alemania | Bandera de Alemania | Bandera de Italia | Bandera de Italia | Bandera de Japón | Bandera de Japón | Bandera de Macao | Bandera de Macao | Puntos |
| -------------------------------- | ---------------------- | ----------------- | ----------------- | ----------------- | ----------------- | -------------------- | -------------------- | ------------------ | ------------------ | ----------------- | ----------------- | -------------------------- | -------------------------- | ------------------- | ------------------- | ----------------------- | ----------------------- | ------------------- | ------------------- | ----------------- | ----------------- | ---------------- | ---------------- | ---------------- | ---------------- | ------ |
| 1                                | Gabriele Tarquini      | 4                 | 1                 | 6                 | 8                 | 2                    | 5                    | 12                 | 6                  | 3                 | 3                 | 3                          | 5                          | 1                   | Ret                 | 4                       | 3                       | 2                   | 3                   | 1                 | 2                 | 5                | 7                | 2                | 5                | 127    |
| 2                                | Yvan Muller            | 1                 | 4                 | 4                 | 1                 | 4                    | 2                    | 11                 | 7                  | 1                 | 7                 | 8                          | 2                          | 3                   | 2                   | Ret                     | 7                       | NC                  | 7                   | 2                 | 1                 | 4                | 3                | 5                | 3                | 123    |
| 3                                | Augusto Farfus         | 5                 | 6                 | 2                 | 4                 | 12                   | 6                    | 2                  | 2                  | 4                 | 1                 | Ret                        | Ret                        | 8                   | 1                   | 8                       | 1                       | 5                   | 1                   | NC                | 8                 | 8                | 1                | 8                | 1                | 113    |
| 4                                | Andy Priaulx           | 7                 | 9                 | 3                 | 2                 | 10                   | 15†                  | 4                  | 4                  | 5                 | 4                 | NC                         | 8                          | 9                   | 7                   | 3                       | 5                       | 1                   | 2                   | 15                | 9                 | 1                | 2                | NC               | 13               | 84     |
| 5                                | Robert Huff            | Ret               | 13                | NC                | 14                | 1                    | 3                    | 1                  | 3                  | 22                | 22                | Ret                        | 12                         | 2                   | 6                   | 2                       | 6                       | Ret                 | 9                   | 3                 | 17                | 3                | 6                | 1                | 8                | 80     |
| 6                                | Jörg Müller            | NC                | 5                 | 5                 | 13                | 8                    | 4                    | 3                  | 18                 | 6                 | 2                 | 2                          | 7                          | 11                  | 8                   | 6                       | 2                       | Ret                 | 4                   | NC                | 15                | 2                | 16               | 7                | 2                | 76     |
| 7                                | Rickard Rydell         | 3                 | 2                 | 1                 | 3                 | Ret                  | DNS                  | 13                 | Ret                | 13                | 14                | 4                          | 6                          | 7                   | 3                   | 5                       | 4                       | 3                   | 11                  | NC                | 7                 | 25               | 8                | 11               | 10               | 64     |
| 8                                | Jordi Gené             | 2                 | 3                 | 7                 | 7                 | 3                    | Ret                  | 16                 | 12                 | Ret               | 11                | Ret                        | 11                         | 6                   | 4                   | 13                      | 16                      | NC                  | Ret                 | NC                | 5                 | 6                | 9                | 3                | 6                | 48     |
| 9                                | Tiago Monteiro         | 16                | 12                | 11                | Ret               | 5                    | DSQ                  | 14                 | 11                 | 2                 | 8                 | 6                          | 3                          | 4                   | 5                   | 7                       | 8                       | 19                  | 12                  | Ret               | 23†               | 7                | Ret              | 6                | 4                | 44     |
| 10                               | Alain Menu             | Ret               | 11                | Ret               | 12                | 7                    | 16                   | 7                  | 1                  | 15                | 12                | Ret                        | 22                         | NC                  | 18†                 | 1                       | 18                      | 18                  | 10                  | 8                 | 3                 | 9                | 4                | 4                | 21               | 41     |
| 11                               | Sergio Hernández       | 6                 | 10                | 9                 | 5                 | 14                   | Ret                  | 5                  | Ret                | 8                 | 6                 | 5                          | 1                          | Ret                 | DNS                 | 16                      | 9                       | 8                   | 5                   | 7                 | 11                | Ret              | 12               | 10               | 11               | 36     |
| 12                               | Alessandro Zanardi     | 10                | 14                | 13                | 6                 | Ret                  | DNS                  | NC                 | 5                  | 12                | 5                 | 1                          | Ret                        | 12                  | 10                  | 12                      | 12                      | 17                  | Ret                 | 4                 | 4                 | 15               | 17               | 9                | 9                | 31     |
| 13                               | Nicola Larini          | 15                | 15                | 8                 | 10                | 6                    | 1                    | NC                 | 9                  | 11                | 13                | Ret                        | 13                         | 5                   | Ret                 | 22†                     | 17                      | 15                  | 6                   | Ret               | 16                | 12               | 5                | 12               | 7                | 27     |
| 14                               | Tom Coronel            | 9                 | 8                 | 15                | 15                | 21                   | 8                    | 8                  | 19†                | 7                 | 10                | 9                          | 9                          | 13                  | 12                  | 10                      | 11                      | 4                   | 8                   | 5                 | 14                | 10               | 13               | 13               | Ret              | 15     |
| 15                               | Félix Porteiro         | 8                 | 7                 | 10                | 9                 | 13                   | 10                   | DSQ                | 17†                | 10                | 15                | 7                          | 4                          | 14                  | 13                  | 14                      | 15                      | Ret                 | 15                  | 9                 | 12                | 14               | 11               | 14               | 12               | 10     |
| 16                               | Franz Engstler         | 12                | 16                | 14                | 11                | 11                   | 7                    | 6                  | Ret                | 16                | 16                | 11                         | 14                         | 20                  | 11                  | NC                      | 19                      | 7                   | Ret                 | 11                | 13                | Ret              | 15               | 16               | 14               | 7      |
| 17                               | James Thompson         |                   |                   |                   |                   |                      |                      |                    |                    |                   |                   |                            |                            | 18                  | 15                  | 18                      | 22                      |                     |                     | 6                 | 6                 | 11               | Ret              | DNS              | DNS              | 6      |
| 18                               | Stefano D'Aste         | Ret               | 20                | 12                | 16                | 16                   | 13†                  | Ret                | DNS                | 9                 | 9                 | 17                         | 15                         | 10                  | 9                   | 9                       | 13                      | 6                   | 16                  | 12                | 10                | 24†              | 10               | DNS              | DNS              | 3      |
| 19                               | Éric Cayrolle          |                   |                   |                   |                   |                      |                      | 10                 | 8                  |                   |                   |                            |                            |                     |                     |                         |                         |                     |                     |                   |                   |                  |                  |                  |                  | 1      |
| –                                | Tom Boardman           | 11                | 19                | 16                | 21                |                      |                      | 9                  | Ret                | 17                | 19                | 13                         | 19                         | 15                  | Ret                 | 11                      | 10                      | 9                   | 13                  | 10                | 18                | 18               | 14               | 15               | Ret              | 0      |
| –                                | Mehdi Bennani          |                   |                   |                   |                   | 9                    | 9                    | 18                 | Ret                | 14                | 23                |                            |                            | DSQ                 | Ret                 |                         |                         |                     |                     | 13                | Ret               |                  |                  |                  |                  | 0      |
| –                                | Vito Postiglione       |                   |                   |                   |                   | 18                   | Ret                  |                    |                    | 19                | 17                | 10                         | 10                         |                     |                     | 21                      | 23                      |                     |                     |                   |                   |                  |                  |                  |                  | 0      |
| –                                | Kristian Poulsen       | 20†               | 18                | Ret               | Ret               | Ret                  | Ret                  | 15                 | 10                 | Ret               | 20                | Ret                        | 21                         | 17                  | 16                  | 20                      | Ret                     | 12                  | 22                  | 16                | 19                | 19               | Ret              | 17               | Ret              | 0      |
| –                                | Jaap van Lagen         | 17                | 17                | 17                | 17                | 20                   | 14                   | Ret                | 13                 | 21†               | Ret               | 14                         | 18                         | Ret                 | DNS                 | Ret                     | 21                      | 10                  | 20                  | Ret               | DNS               | 13               | Ret              | 23†              | DNS              | 0      |
| –                                | Marin Čolak            | 19†               | DNS               | Ret               | 22†               | 15                   | 12                   | 19                 | 16                 | 18                | 18                | Ret                        | DNS                        |                     |                     |                         |                         | 11                  | 21                  |                   |                   |                  |                  |                  |                  | 0      |
| –                                | Kirill Ladygin         | 14                | 22                | 18                | 20                | 17                   | 11                   | Ret                | Ret                | Ret               | 24                | 15                         | 17                         | 19                  | 17†                 | 19                      | 24                      | 16                  | 23†                 | 14                | 20                | 16               | DNS              | DNS              | DNS              | 0      |
| –                                | Tim Coronel            |                   |                   |                   |                   |                      |                      |                    |                    |                   |                   | 12                         | 16                         |                     |                     |                         |                         |                     |                     |                   |                   |                  |                  |                  |                  | 0      |
| –                                | Philip Geipel          |                   |                   |                   |                   |                      |                      |                    |                    |                   |                   |                            |                            |                     |                     | 17                      | 20                      | 13                  | 14                  |                   |                   |                  |                  |                  |                  | 0      |
| –                                | Viktor Shapovalov      | 13                | 23                | 19†               | 19                | 22†                  | 17†                  | 17                 | 15                 | 20                | 21                | 16                         | 20                         |                     |                     |                         |                         | Ret                 | 24                  |                   |                   |                  |                  |                  |                  | 0      |
| –                                | Diego Puyo             |                   |                   |                   |                   |                      |                      |                    |                    |                   |                   |                            |                            | 16                  | 14                  |                         |                         |                     |                     |                   |                   |                  |                  |                  |                  | 0      |
| –                                | Jean-Marie Clairet     |                   |                   |                   |                   |                      |                      |                    |                    |                   |                   |                            |                            |                     |                     |                         |                         | 14                  | 17                  |                   |                   |                  |                  |                  |                  | 0      |
| –                                | Laurent Cazenave       |                   |                   |                   |                   |                      |                      | Ret                | 14                 |                   |                   |                            |                            |                     |                     |                         |                         |                     |                     |                   |                   |                  |                  |                  |                  | 0      |
| –                                | Nobuteru Taniguchi     |                   |                   |                   |                   |                      |                      |                    |                    |                   |                   |                            |                            |                     |                     |                         |                         |                     |                     |                   |                   | 20               | Ret              | 18               | 15               | 0      |
| –                                | Takayuki Aoki          |                   |                   |                   |                   |                      |                      |                    |                    |                   |                   |                            |                            |                     |                     |                         |                         |                     |                     |                   |                   |                  |                  | 19               | 16               | 0      |
| –                                | Seiji Ara              |                   |                   |                   |                   |                      |                      |                    |                    |                   |                   |                            |                            |                     |                     |                         |                         |                     |                     |                   |                   | 17               | 18               |                  |                  | 0      |
| –                                | Henry Ho               |                   |                   |                   |                   |                      |                      |                    |                    |                   |                   |                            |                            |                     |                     |                         |                         |                     |                     |                   |                   | 22               | Ret              | 20               | 17               | 0      |
| –                                | Fabio Fabiani          |                   |                   |                   |                   |                      |                      |                    |                    |                   |                   |                            |                            |                     |                     |                         |                         |                     |                     | 17                | 22                |                  |                  |                  |                  | 0      |
| –                                | George Tanev           | 18                | 21                | Ret               | 18                | 19                   | Ret                  |                    |                    |                   |                   |                            |                            |                     |                     |                         |                         |                     |                     |                   |                   |                  |                  |                  |                  | 0      |
| –                                | André Couto            |                   |                   |                   |                   |                      |                      |                    |                    |                   |                   |                            |                            |                     |                     |                         |                         |                     |                     |                   |                   |                  |                  | 25               | 18               | 0      |
| –                                | Michel Nykjær          |                   |                   |                   |                   |                      |                      |                    |                    |                   |                   |                            |                            |                     |                     |                         |                         | NC                  | 18                  |                   |                   |                  |                  |                  |                  | 0      |
| –                                | Lei Kit Meng           |                   |                   |                   |                   |                      |                      |                    |                    |                   |                   |                            |                            |                     |                     |                         |                         |                     |                     |                   |                   |                  |                  | 21               | 19               | 0      |
| –                                | João Paulo de Oliveira |                   |                   |                   |                   |                      |                      |                    |                    |                   |                   |                            |                            |                     |                     |                         |                         |                     |                     |                   |                   | 23               | 19               |                  |                  | 0      |
| –                                | Jason Watt             |                   |                   |                   |                   |                      |                      |                    |                    |                   |                   |                            |                            |                     |                     |                         |                         | Ret                 | 19                  |                   |                   |                  |                  |                  |                  | 0      |
| –                                | Masaki Kano            |                   |                   |                   |                   |                      |                      |                    |                    |                   |                   |                            |                            |                     |                     |                         |                         |                     |                     |                   |                   | 21               | 20               |                  |                  | 0      |
| –                                | Joseph Rosa Merszei    |                   |                   |                   |                   |                      |                      |                    |                    |                   |                   |                            |                            |                     |                     |                         |                         |                     |                     |                   |                   |                  |                  | 22               | 20               | 0      |
| –                                | Andrea Larini          |                   |                   |                   |                   |                      |                      |                    |                    |                   |                   |                            |                            |                     |                     |                         |                         |                     |                     | DSQ               | 21                |                  |                  |                  |                  | 0      |
| –                                | Alex Liu               |                   |                   |                   |                   |                      |                      |                    |                    |                   |                   |                            |                            |                     |                     |                         |                         |                     |                     |                   |                   |                  |                  | 24†              | DNS              | 0      |
| –                                | Norbert Michelisz      |                   |                   |                   |                   |                      |                      |                    |                    |                   |                   |                            |                            |                     |                     | Ret                     | NC                      |                     |                     |                   |                   |                  |                  |                  |                  | 0      |
| Invitados sin derechos a puntuar |                        |                   |                   |                   |                   |                      |                      |                    |                    |                   |                   |                            |                            |                     |                     |                         |                         |                     |                     |                   |                   |                  |                  |                  |                  |        |
| –                                | Robert Dahlgren        |                   |                   |                   |                   |                      |                      |                    |                    |                   |                   |                            |                            |                     |                     | 15                      | 14                      |                     |                     |                   |                   |                  |                  |                  |                  | *      |
| –                                | Tommy Rustad           |                   |                   |                   |                   |                      |                      |                    |                    |                   |                   |                            |                            |                     |                     | Ret                     | Ret                     |                     |                     |                   |                   |                  |                  |                  |                  | *      |
| Pos.                             | Piloto                 | Bandera de Brasil | Bandera de Brasil | Bandera de México | Bandera de México | Bandera de Marruecos | Bandera de Marruecos | Bandera de Francia | Bandera de Francia | Bandera de España | Bandera de España | Bandera de República Checa | Bandera de República Checa | Bandera de Portugal | Bandera de Portugal | Bandera del Reino Unido | Bandera del Reino Unido | Bandera de Alemania | Bandera de Alemania | Bandera de Italia | Bandera de Italia | Bandera de Japón | Bandera de Japón | Bandera de Macao | Bandera de Macao | Puntos |

#### Campeonato de Fabricantes
| Pos. | Fabricante | Bandera de Brasil | Bandera de Brasil | Bandera de México | Bandera de México | Bandera de Marruecos | Bandera de Marruecos | Bandera de Francia | Bandera de Francia | Bandera de España | Bandera de España | Bandera de República Checa | Bandera de República Checa | Bandera de Portugal | Bandera de Portugal | Bandera del Reino Unido | Bandera del Reino Unido | Bandera de Alemania | Bandera de Alemania | Bandera de Italia | Bandera de Italia | Bandera de Japón | Bandera de Japón | Bandera de Macao | Bandera de Macao | Puntos |
| ---- | ---------- | ----------------- | ----------------- | ----------------- | ----------------- | -------------------- | -------------------- | ------------------ | ------------------ | ----------------- | ----------------- | -------------------------- | -------------------------- | ------------------- | ------------------- | ----------------------- | ----------------------- | ------------------- | ------------------- | ----------------- | ----------------- | ---------------- | ---------------- | ---------------- | ---------------- | ------ |
| 1    | SEAT       | 1                 | 1                 | 1                 | 1                 | 2                    | 2                    | 11                 | 6                  | 1                 | 3                 | 3                          | 2                          | 1                   | 2                   | 4                       | 3                       | 2                   | 3                   | 1                 | 1                 | 4                | 3                | 2                | 3                | 314    |
| 1    | SEAT       | 2                 | 2                 | 4                 | 3                 | 3                    | 5                    | 12                 | 7                  | 2                 | 7                 | 4                          | 3                          | 3                   | 3                   | 5                       | 4                       | 3                   | 7                   | 2                 | 2                 | 5                | 7                | 3                | 4                | 314    |
| 2    | BMW        | 5                 | 5                 | 2                 | 2                 | 8                    | 4                    | 2                  | 2                  | 4                 | 1                 | 1                          | 1                          | 8                   | 1                   | 3                       | 1                       | 1                   | 1                   | 4                 | 4                 | 1                | 1                | 7                | 1                | 311    |
| 2    | BMW        | 6                 | 6                 | 3                 | 4                 | 10                   | 6                    | 3                  | 4                  | 5                 | 2                 | 2                          | 7                          | 9                   | 7                   | 6                       | 2                       | 5                   | 2                   | 7                 | 8                 | 2                | 2                | 8                | 2                | 311    |
| 3    | Chevrolet  | 15                | 11                | 8                 | 10                | 1                    | 1                    | 1                  | 1                  | 11                | 12                | Ret                        | 12                         | 2                   | 6                   | 1                       | 6                       | 15                  | 5                   | 3                 | 3                 | 3                | 4                | 1                | 7                | 215    |
| 3    | Chevrolet  | Ret               | 13                | NC                | 12                | 6                    | 3                    | 7                  | 3                  | 15                | 13                | Ret                        | 13                         | 5                   | 18†                 | 2                       | 17                      | 18                  | 9                   | 8                 | 16                | 9                | 5                | 4                | 8                | 215    |
| 4    | Lada       | 13                | 17                | 17                | 17                | 17                   | 11                   | 16                 | 13                 | 20                | 21                | 14                         | 17                         | 18                  | 15                  | 18                      | 21                      | 10                  | 20                  | 6                 | 6                 | 11               | Ret              | 23†              | DNS              | 83     |
| 4    | Lada       | 14                | 22                | 18                | 19                | 20                   | 14                   | Ret                | 15                 | 21†               | 24                | 15                         | 18                         | 19                  | 17†                 | 19                      | 22                      | 16                  | 23†                 | 14                | 20                | 13               | Ret              | DNS              | DNS              | 83     |
| Pos. | Fabricante | Bandera de Brasil | Bandera de Brasil | Bandera de México | Bandera de México | Bandera de Marruecos | Bandera de Marruecos | Bandera de Francia | Bandera de Francia | Bandera de España | Bandera de España | Bandera de República Checa | Bandera de República Checa | Bandera de Portugal | Bandera de Portugal | Bandera del Reino Unido | Bandera del Reino Unido | Bandera de Alemania | Bandera de Alemania | Bandera de Italia | Bandera de Italia | Bandera de Japón | Bandera de Japón | Bandera de Macao | Bandera de Macao | Puntos |

#### Trofeo Yokohama de Independientes
| Pos. | Piloto                 | Bandera de Brasil | Bandera de Brasil | Bandera de México | Bandera de México | Bandera de Marruecos | Bandera de Marruecos | Bandera de Francia | Bandera de Francia | Bandera de España | Bandera de España | Bandera de República Checa | Bandera de República Checa | Bandera de Portugal | Bandera de Portugal | Bandera del Reino Unido | Bandera del Reino Unido | Bandera de Alemania | Bandera de Alemania | Bandera de Italia | Bandera de Italia | Bandera de Japón | Bandera de Japón | Bandera de Macao | Bandera de Macao | Puntos |
| ---- | ---------------------- | ----------------- | ----------------- | ----------------- | ----------------- | -------------------- | -------------------- | ------------------ | ------------------ | ----------------- | ----------------- | -------------------------- | -------------------------- | ------------------- | ------------------- | ----------------------- | ----------------------- | ------------------- | ------------------- | ----------------- | ----------------- | ---------------- | ---------------- | ---------------- | ---------------- | ------ |
| 1    | Tom Coronel            | 9                 | 8                 | 15                | 15                | 21                   | 8                    | 8                  | 19†                | 7                 | 10                | 9                          | 9                          | 13                  | 12                  | 10                      | 11                      | 4                   | 8                   | 5                 | 14                | 10               | 13               | 13               | Ret              | 233    |
| 2    | Félix Porteiro         | 8                 | 7                 | 10                | 9                 | 13                   | 10                   | DSQ                | 17†                | 10                | 15                | 7                          | 4                          | 14                  | 13                  | 14                      | 15                      | Ret                 | 15                  | 9                 | 12                | 14               | 11               | 14               | 12               | 220    |
| 3    | Franz Engstler         | 12                | 16                | 14                | 11                | 11                   | 7                    | 6                  | Ret                | 16                | 16                | 11                         | 14                         | 20                  | 11                  | NC                      | 19                      | 7                   | Ret                 | 11                | 13                | Ret              | 15               | 16               | 14               | 156    |
| 4    | Stefano D'Aste         | Ret               | 20                | 12                | 16                | 16                   | 13†                  | Ret                | DNS                | 9                 | 9                 | 17                         | 15                         | 10                  | 9                   | 9                       | 13                      | 6                   | 16                  | 12                | 9                 | 24†              | 10               | DNS              | DNS              | 137    |
| 5    | Tom Boardman           | 11                | 19                | 16                | 21                |                      |                      | 9                  | Ret                | 17                | 19                | 13                         | 19                         | 15                  | Ret                 | 11                      | 10                      | 9                   | 13                  | 10                | 18                | 18               | 14               | 15               | Ret              | 99     |
| 6    | Kristian Poulsen       | 20†               | 18                | Ret               | Ret               | Ret                  | Ret                  | 15                 | 10                 | Ret               | 20                | Ret                        | 21                         | 17                  | 16                  | 20                      | Ret                     | 12                  | 22                  | 16                | 19                | 19               | Ret              | 17               | Ret              | 50     |
| 7    | Marin Čolak            | 19†               | DNS               | Ret               | 22†               | 15                   | 12                   | 19                 | 16                 | 18                | 18                | Ret                        | DNS                        |                     |                     |                         |                         | 11                  | 21                  |                   |                   |                  |                  |                  |                  | 31     |
| 8    | Mehdi Bennani          |                   |                   |                   |                   | 9                    | 9                    | 18                 | Ret                | 14                | 23                |                            |                            | NC                  | Ret                 |                         |                         |                     |                     | 13                | Ret               |                  |                  |                  |                  | 30     |
| 9    | Vito Postiglione       |                   |                   |                   |                   | 18                   | Ret                  |                    |                    | 19                | 17                | 10                         | 10                         |                     |                     | 21                      | 23                      |                     |                     |                   |                   |                  |                  |                  |                  | 24     |
| 10   | Nobuteru Taniguchi     |                   |                   |                   |                   |                      |                      |                    |                    |                   |                   |                            |                            |                     |                     |                         |                         |                     |                     |                   |                   | 20               | Ret              | 18               | 15               | 21     |
| 11   | Éric Cayrolle          |                   |                   |                   |                   |                      |                      | 10                 | 8                  |                   |                   |                            |                            |                     |                     |                         |                         |                     |                     |                   |                   |                  |                  |                  |                  | 18     |
| 12   | Philip Geipel          |                   |                   |                   |                   |                      |                      |                    |                    |                   |                   |                            |                            |                     |                     | 17                      | 20                      | 13                  | 14                  |                   |                   |                  |                  |                  |                  | 15     |
| 13   | Takayuki Aoki          |                   |                   |                   |                   |                      |                      |                    |                    |                   |                   |                            |                            |                     |                     |                         |                         |                     |                     |                   |                   |                  |                  | 19               | 16               | 14     |
| 14   | George Tanev           | 18                | 21                | Ret               | 18                | 19                   | Ret                  |                    |                    |                   |                   |                            |                            |                     |                     |                         |                         |                     |                     |                   |                   |                  |                  |                  |                  | 12     |
| 15   | Henry Ho               |                   |                   |                   |                   |                      |                      |                    |                    |                   |                   |                            |                            |                     |                     |                         |                         |                     |                     |                   |                   | 22               | Ret              | 20               | 19               | 11     |
| 16   | Seiji Ara              |                   |                   |                   |                   |                      |                      |                    |                    |                   |                   |                            |                            |                     |                     |                         |                         |                     |                     |                   |                   | 17               | 18               |                  |                  | 9      |
| 17   | Diego Puyo             |                   |                   |                   |                   |                      |                      |                    |                    |                   |                   |                            |                            | 16                  | 14                  |                         |                         |                     |                     |                   |                   |                  |                  |                  |                  | 8      |
| 18   | Tim Coronel            |                   |                   |                   |                   |                      |                      |                    |                    |                   |                   | 12                         | 16                         |                     |                     |                         |                         |                     |                     |                   |                   |                  |                  |                  |                  | 7      |
| 19   | Laurent Cazenave       |                   |                   |                   |                   |                      |                      | Ret                | 14                 |                   |                   |                            |                            |                     |                     |                         |                         |                     |                     |                   |                   |                  |                  |                  |                  | 6      |
| 20   | André Couto            |                   |                   |                   |                   |                      |                      |                    |                    |                   |                   |                            |                            |                     |                     |                         |                         |                     |                     |                   |                   |                  |                  | 25               | 17               | 6      |
| 21   | Jean-Marie Clairet     |                   |                   |                   |                   |                      |                      |                    |                    |                   |                   |                            |                            |                     |                     |                         |                         | 14                  | 17                  |                   |                   |                  |                  |                  |                  | 4      |
| 22   | João Paulo de Oliveira |                   |                   |                   |                   |                      |                      |                    |                    |                   |                   |                            |                            |                     |                     |                         |                         |                     |                     |                   |                   | 23               | 19               |                  |                  | 4      |
| 23   | Lei Kit Meng           |                   |                   |                   |                   |                      |                      |                    |                    |                   |                   |                            |                            |                     |                     |                         |                         |                     |                     |                   |                   |                  |                  | 21               | 18               | 4      |
| 24   | Masaki Kano            |                   |                   |                   |                   |                      |                      |                    |                    |                   |                   |                            |                            |                     |                     |                         |                         |                     |                     |                   |                   | 21               | 20               |                  |                  | 3      |
| 25   | Michel Nykjær          |                   |                   |                   |                   |                      |                      |                    |                    |                   |                   |                            |                            |                     |                     |                         |                         | NC                  | 18                  |                   |                   |                  |                  |                  |                  | 2      |
| 26   | Joseph Rosa Merszei    |                   |                   |                   |                   |                      |                      |                    |                    |                   |                   |                            |                            |                     |                     |                         |                         |                     |                     |                   |                   |                  |                  | 22               | 20               | 2      |
| 27   | Andrea Larini          |                   |                   |                   |                   |                      |                      |                    |                    |                   |                   |                            |                            |                     |                     |                         |                         |                     |                     | Ret               | 21                |                  |                  |                  |                  | 2      |
| 28   | Fabio Fabiani          |                   |                   |                   |                   |                      |                      |                    |                    |                   |                   |                            |                            |                     |                     |                         |                         |                     |                     | 17                | 22                |                  |                  |                  |                  | 2      |
| 29   | Norbert Michelisz      |                   |                   |                   |                   |                      |                      |                    |                    |                   |                   |                            |                            |                     |                     | Ret                     | NC                      |                     |                     |                   |                   |                  |                  |                  |                  | 2      |
| 30   | Jason Watt             |                   |                   |                   |                   |                      |                      |                    |                    |                   |                   |                            |                            |                     |                     |                         |                         | Ret                 | 19                  |                   |                   |                  |                  |                  |                  | 1      |
| –    | Alex Liu               |                   |                   |                   |                   |                      |                      |                    |                    |                   |                   |                            |                            |                     |                     |                         |                         |                     |                     |                   |                   |                  |                  | 24†              | DNS              | 0      |
| Pos. | Piloto                 | Bandera de Brasil | Bandera de Brasil | Bandera de México | Bandera de México | Bandera de Marruecos | Bandera de Marruecos | Bandera de Francia | Bandera de Francia | Bandera de España | Bandera de España | Bandera de República Checa | Bandera de República Checa | Bandera de Portugal | Bandera de Portugal | Bandera del Reino Unido | Bandera del Reino Unido | Bandera de Alemania | Bandera de Alemania | Bandera de Italia | Bandera de Italia | Bandera de Japón | Bandera de Japón | Bandera de Macao | Bandera de Macao | Puntos |

#### Trofeo Yokohama de Equipos
| Pos. | Equipo                       | Bandera de Brasil | Bandera de Brasil | Bandera de México | Bandera de México | Bandera de Marruecos | Bandera de Marruecos | Bandera de Francia | Bandera de Francia | Bandera de España | Bandera de España | Bandera de República Checa | Bandera de República Checa | Bandera de Portugal | Bandera de Portugal | Bandera del Reino Unido | Bandera del Reino Unido | Bandera de Alemania | Bandera de Alemania | Bandera de Italia | Bandera de Italia | Bandera de Japón | Bandera de Japón | Bandera de Macao | Bandera de Macao | Puntos |
| ---- | ---------------------------- | ----------------- | ----------------- | ----------------- | ----------------- | -------------------- | -------------------- | ------------------ | ------------------ | ----------------- | ----------------- | -------------------------- | -------------------------- | ------------------- | ------------------- | ----------------------- | ----------------------- | ------------------- | ------------------- | ----------------- | ----------------- | ---------------- | ---------------- | ---------------- | ---------------- | ------ |
| 1    | SUNRED Engineering           | 9                 | 8                 | 15                | 15                | 21                   | 8                    | 8                  | 8                  | 7                 | 10                | 9                          | 9                          | 13                  | 12                  | 10                      | 10                      | 4                   | 8                   | 5                 | 14                | 10               | 13               | 13               | 17               | 304    |
| 1    | SUNRED Engineering           | 11                | 19                | 16                | 21                |                      |                      | 9                  | 19†                | 17                | 19                | 12                         | 16                         | 15                  | 14                  | 11                      | 11                      | 9                   | 13                  | 10                | 18                | 18               | 14               | 15               | Ret              | 304    |
| 2    | Scuderia Proteam Motorsport  | 8                 | 7                 | 10                | 9                 | 13                   | 10                   | DSQ                | 17†                | 10                | 15                | 7                          | 4                          | 14                  | 13                  | 14                      | 15                      | Ret                 | 15                  | 9                 | 12                | 14               | 11               | 14               | 12               | 239    |
| 2    | Scuderia Proteam Motorsport  | 18                | 21                | Ret               | 18                | 18                   | Ret                  |                    |                    | 19                | 17                | 10                         | 10                         |                     |                     | 21                      | 23                      |                     |                     | 17                | 22                | 20               | Ret              | 18               | 15               | 239    |
| 3    | Liqui Moly Team Engstler     | 12                | 16                | 14                | 11                | 11                   | 7                    | 6                  | 10                 | 16                | 16                | 11                         | 14                         | 17                  | 11                  | 17                      | 19                      | 7                   | 14                  | 11                | 13                | 19               | 15               | 16               | 14               | 212    |
| 3    | Liqui Moly Team Engstler     | 20†               | 18                | Ret               | Ret               | Ret                  | Ret                  | 15                 | Ret                | Ret               | 20                | Ret                        | 21                         | 20                  | 16                  | 20                      | 20                      | 12                  | 22                  | 16                | 19                | 21               | 20               | 17               | 19               | 212    |
| 4    | Wiechers-Sport               | Ret               | 20                | 12                | 16                | 16                   | 13†                  | Ret                | 14                 | 9                 | 9                 | 17                         | 15                         | 10                  | 9                   | 9                       | 13                      | 6                   | 16                  | 12                | 9                 | 17               | 10               | 19               | 16               | 150    |
| 4    | Wiechers-Sport               |                   |                   |                   |                   |                      |                      | Ret                | DNS                |                   |                   |                            |                            |                     |                     |                         |                         |                     |                     |                   |                   | 24†              | 18               | DNS              | DNS              | 150    |
| 5    | Čolak Racing Team Ingra      | 19†               | DNS               | Ret               | 22†               | 15                   | 12                   | 19                 | 16                 | 18                | 18                | Ret                        | DNS                        |                     |                     |                         |                         | 11                  | 21                  |                   |                   |                  |                  |                  |                  | 32     |
| 6    | Exagon Engineering           |                   |                   |                   |                   | 9                    | 9                    | 18                 | Ret                | 14                | 23                |                            |                            | NC                  | Ret                 |                         |                         |                     |                     | 13                | Ret               |                  |                  |                  |                  | 28     |
| 7    | China Dragon Racing          |                   |                   |                   |                   |                      |                      |                    |                    |                   |                   |                            |                            |                     |                     |                         |                         |                     |                     |                   |                   |                  |                  | 21               | 18               | 4      |
| 8    | Perfection Racing            |                   |                   |                   |                   |                      |                      |                    |                    |                   |                   |                            |                            |                     |                     |                         |                         | NC                  | 18                  |                   |                   |                  |                  |                  |                  | 3      |
| 9    | Team Bygma Jason Watt Racing |                   |                   |                   |                   |                      |                      |                    |                    |                   |                   |                            |                            |                     |                     |                         |                         | Ret                 | 19                  |                   |                   |                  |                  |                  |                  | 2      |
| Pos. | Equipo                       | Bandera de Brasil | Bandera de Brasil | Bandera de México | Bandera de México | Bandera de Marruecos | Bandera de Marruecos | Bandera de Francia | Bandera de Francia | Bandera de España | Bandera de España | Bandera de República Checa | Bandera de República Checa | Bandera de Portugal | Bandera de Portugal | Bandera del Reino Unido | Bandera del Reino Unido | Bandera de Alemania | Bandera de Alemania | Bandera de Italia | Bandera de Italia | Bandera de Japón | Bandera de Japón | Bandera de Macao | Bandera de Macao | Puntos |